# 削藩政策
削藩是封建制度下君主为了鞏固自身權利而收回藩王、藩鎮、诸侯、軍閥等地方政權割据势力手中的部分或全部权力，而著手实施的政策。削藩常常引发政治动荡，甚至军事对抗。

## 汉朝
劉邦建立漢朝後，推行「郡國並行制」，除了皇帝直屬的「王畿」以外，並將其他的領地分封給各個兄弟成為諸侯王；而劉邦駕崩後，呂后家族發動「諸呂之亂」，雖被平定，但為後來的「七國之亂」引起禍根。
汉景帝纳晁错之言削藩，引发吴楚七国之乱。汉武帝实行推恩令，即将诸侯封地在其死后分封各子，而不再由一个王子继承，造成诸侯数量大幅增加但各人的封地面积则大大减小，于是有效削弱了地方势力。

## 晋朝
淝水之战后，晋孝武帝司马曜拜自己的亲弟弟司马道子为司徒、录尚书事，委以朝政大任，排挤把持朝政并占据扬州战略要地的陈郡谢氏家族。司马道子与太原王氏家族的王国宝等人联手谤毁谢安，迫使谢安离开朝廷，出镇广陵。不久，晋孝武帝又乘谢安派出的北伐军被慕容垂击败之机，削夺谢安的军权，任命司马道子为扬州刺史、假节、都督中外诸军事，原来谢安卫将军府的文武部属皆拨入了骠骑将军府。再后来，谢安之侄谢玄的北伐军在中原因丁零人翟辽的势力而陷入胶着，谢玄上疏谢罪，朝廷于是就作慰问并让他还镇淮阴，不久又改任他为会稽内史。陈郡谢氏的势力因而被大大削弱，东晋皇室的中央集权一度得到了切实的加强。
但是，由于司马道子放肆弄权、贪腐无度，招致许多朝臣的不满，晋孝武帝担忧长此以往将会失去朝臣的支持，于是以外戚王恭为青兖二州刺史、殷仲堪为荆州刺史、郗恢为雍州刺史，以他们作为外援抗衡司马道子的势力。司马道子于是升王国宝为中书令、中领军，又引王国宝堂弟王绪为心腹，主相之间朋党相争，最终引发了王恭之乱，使得一度振兴的皇室势力再度被削弱，给了野心勃勃的桓玄以可乘之机。

## 刘宋
宋孝武帝刘骏是一个颇有作为、积极改革制度的皇帝。他加强中央集权，撤除“录尚书事”职衔，并分割州、郡以削弱藩镇实力。454年7月28日，因扬、荆二州地大兵多，刺史易生异志，宋孝武帝下诏分割扬州、浙东五郡为“东扬州”，并由荆、湘、江、豫四州分割出八郡，划归“郢州”，荆、扬二州自此削弱；撤除“南蛮校尉”一职，戍兵移镇建康，增强京师武备。同年，宋孝武帝因刘义宣叛乱，有意削弱诸王侯权势，江夏王刘义恭于是奏请裁损诸王侯车服器用、乐舞制度九条，宋孝武帝准奏后，更另有司增订至二十四条，全面抑制藩王地位，威福独专。宗王兄弟中只有七弟刘宏被亲爱重用。宋孝武帝同时重用江东寒门沈庆之与伧荒北人柳元景，依照两人的功绩，先后提拔为三公，开启吴兴沈氏与河东柳氏攀升为南朝高门的起始之路，并开创南朝寒门、寒人以军功升为三公的先例。
458年(大明二年)，在外放颜竣并处死王僧达后，宋孝武帝欲大权独揽、专擅朝纲，因此除了高门蔡兴宗与袁顗以外，从此不再放权给宗王兄弟与高门强族的大臣，专委任幸臣充作耳目，隐刺朝政，形成后代所谓“寒人掌机要”的政治局面，宋孝武帝的集权统治也被史书称为“主威独运，官置百司，权不外假”。

## 唐朝
唐朝立國至唐中宗、唐睿宗，幾次大型政變如玄武門之變、唐隆政變等，多是由諸王擁兵所發動的。
開元年間，唐玄宗以中國地置十節度使，對非宗室將領授兵統轄；又在長安置十王宅（後為十六宅），以為諸王子及嗣王居所。唐代親王自始都會留在十六宅而不領兵，節度使以上的官職也是遙領而已，並不出閣。至此唐朝的軍事力量由宗室滑到藩鎮節度使手中，最後發生了安史之亂。而安史之亂僅是唐朝150餘年的藩鎮割據的開始。
對於由宗室轉為異姓將領的藩鎮割據，唐朝中央政府依然致力打擊。唐德宗即位后，一直试图削夺拥兵自重的地方藩镇节度使的权力。为此，他不惜使用武力。建中二年（781）正月，成德节度使李宝臣病死。按照以往藩镇节度使死后将职位和土地传给子孙的规矩，他的儿子李惟岳上表请求继承父位。唐德宗早想革除藩镇父子相传、不听命朝廷的弊端，坚决拒绝了这一要求。李惟岳联合淄青节度使田悦起兵叛乱。德宗任命张孝忠为成德节度使，与幽州节度使朱滔联兵讨伐李惟岳，又征调京西防秋兵万余人戍守关东，打响了武力削藩的战役。建中三年（782年）正月，朱滔、张孝忠破李惟岳于束鹿（今河北辛集）。成德兵马使王武俊倒戈，生擒李惟岳，缢死辕门外，传首京师。
唐德宗将成德节度使分割为义武节度使和恒冀都团练观察使、深赵都团练观察使，然后任命王武俊为恒冀都团练观察使。但是，德宗在削藩过程中，利用藩镇打藩镇，导致了参与朝廷削藩战役的王武俊、朱滔等人的不满，形势很快发生逆转。建中三年（782）底，卢龙节度使朱滔自称冀王、成德王武俊称赵王、淄青李纳称齐王、魏博田悦称魏王，以朱滔为盟主，联合对抗朝廷。德宗的建中削藩刚开始便遭遇严重挫折，最终因“泾师之变”半途而废。
唐憲宗的元和中興消灭了西川劉闢、淮西吴元济、淄青李师道等藩镇，迫降了成德王承宗、魏博田弘正、卢龙刘总等河朔三镇，唐朝的中央集权一度得以重振。然而继位的唐穆宗昏庸无能，对投降的河北藩镇处置不当，又使得朝廷委任的成德节度使田弘正被叛将杀害、魏博节度使张弘靖被叛将囚禁，河北藩鎮復盛。黃巢之亂後由于朝廷被彻底削弱，就连南方的节度使也不再听命朝廷。唐昭宗又擁以親王力量重建效忠朝廷的武裝部隊，但是計劃因為劫持皇帝的同华节度使韓建屠殺十六宅親王又告失敗。後來黃巢降將、宣武節度使朱溫於藩鎮中坐大，初封東平郡王，再封梁王；弒唐昭宗後立唐哀帝，又命蔣玄暉殺盡哀帝兄弟，浮屍九曲池，後朱溫篡唐為後梁。
終唐一代，藩鎮禍患不絕，前期壓抑同姓諸侯，後期壓抑異姓藩鎮。

## 宋朝
宋朝可能是整个中華帝国削减地方兵权最成功的一个王朝。宋太祖赵匡胤在天下初定之时，就采用了「杯酒释兵权」的赎买方式，用金錢與房地產逼退了一同陳橋兵變的將領們，把对军队的控制权牢牢地掌握在中央手中，使得宋朝三百多年的统治期内，避免了地方势力坐大，尾大不掉这一困扰帝国的藩镇割据难题，但也造成了宋在国防上一直处于被动挨打的局面。

## 明朝
元朝滅亡后，明太祖朱元璋分封诸子守卫边疆，依制可配备部分数目的部队，朱元璋封燕王朱棣于燕京，对蒙古残余势力进行追剿。
朱元璋死后，因皇太子早丧而由皇太孙即位，是為明惠帝，但惠帝過度激進的削减藩王权力，引发诸王不满。後朱棣以清君侧为名出兵南京，史称靖難之役，燕王方面均为能征善战之宿将，故而官军节节败退，最終燕军攻入金陵，惠帝不知所終，朱棣以其与宫俱焚而死，为其发丧，自即皇帝位，為明成祖，后下令興建紫禁城，西元1420年下令迁都北京。
朱棣称帝后，采纳高巍的计策，效仿汉武帝的做法“众建诸侯而少其力”，大量分封现有藩王的儿子为新的藩王，令其封地变得零碎狭小，并将封地位于北方边境和西南边境的宁王、辽王、谷王、岷王、韩王等藩王改封到南昌、荆州、长沙、武冈、平凉等内地城市。此外还对不遵法度的藩王采取“初犯容之，再犯赦之，三犯不改，则告太庙废处之”的处理办法，废除了骄横不法的齐王朱榑、谷王朱橞和没有子嗣的安王朱楹、郢王朱栋的封国。

## 清朝
清初封明朝三降将吴三桂、耿精忠、尚可喜为三藩，屏卫西南、华南以及东南地区。
至清聖祖時期，三藩势力渐大，隐隐有割据之意，聖祖於是决意削藩，三藩由此造反，史稱三藩之亂，以吴三桂为首打出「反清复明」的旗号，历年乃定。此外，清朝亦限制八旗兵的權力。